# Franz Kline
Franz Kline (Wilkes-Barre (Pennsylvania), 23 mei 1910 - New York, 13 mei 1962) was een Amerikaans abstract expressionistisch kunstschilder. Hij studeerde van 1931 tot '35 aan de Boston-universiteit, en in 1937 een jaar aan de Heatherly's School in Londen. Vanaf 1952 doceerde hij met enkele andere kunstenaars van de New York School aan het Black Mountain College (North Carolina) en in 1954 aan de Philadelphia Museum School of Art. Hij raakte hecht bevriend met Willem de Kooning.
Zijn vroege werk bezit een figuratief-expressionistische stijl. Hij schilderde portretten en muurschilderingen geïnspireerd door kunstenaars als Velázquez, Rembrandt en Édouard Manet.
Eind jaren 40 ontstonden zijn eerste abstracte schilderijen. Hij werd hiertoe op het spoor gezet door Willem de Kooning, die hem de suggestie aan de hand deed zijn schetsen uitvergroot op de muur te projecteren. Hij vond dat de lijnen en vormen hierdoor wonnen aan kracht en monumentaliteit.  
Hoewel Kline's werken qua uiterlijk doen denken aan de Informele schilderkunst, is de gevolgde werkwijze volkomen anders. Kline's schilderijen waren van tevoren uitgewerkt en gecomponeerd. Hij maakte kleine schetsen van constructies als hijskranen, tunnels en spoorwegmaterieel, die hij opblies tot grote proporties, zodat ze de kenmerken kregen van (een deel van) Oost-Aziatische kalligrafische tekens. Vervolgens zette hij, snel de uiteindelijke versie op het doek. Er was geen sprake van improvisatie. Het werk werd met witte en zwarte verf gemaakt. Aan het eind van zijn leven, rond 1955, begon Kline kleur toe te voegen aan zijn schilderijen.